# Amaeana occidentalis
Amaeana occidentalis är en ringmaskart som först beskrevs av Hartman 1944.  Amaeana occidentalis ingår i släktet Amaeana och familjen Terebellidae. Inga underarter finns listade i Catalogue of Life.